# Vi är våra berg
Vi är våra berg (armeniska: Մենք ենք մեր սարերը) är ett stort monument i Stepanakert som huvudstaden i armeniska utbrytarrepubliken Nagorno-Karabach i Azerbajdzjan. Skulpturen, som byggdes av Sargis Baghdasaryan, stod färdig 1967. Den är byggd av vulkanisk tuff.
Minnesmärket är även känt under namnet "Tatik yev Papik" (armeniska: Տատիկ և Պապիկ) på östarmeniska och "Mamig yev Babig" (armeniska: Մամիկ եւ Պապիկ) på västarmeniska.